# Cathédrale Notre-Dame de Grenoble
Cette  cathédrale n’est pas la seule cathédrale Notre-Dame.
La cathédrale Notre-Dame de Grenoble est une cathédrale catholique romaine située à Grenoble en Isère. Construite à partir du Xe siècle, elle est le siège de l’évêché de Grenoble. Lentement abandonné en raison des travaux inachevés de restauration de 1966, l'édifice a retrouvé sa place dans la vie du diocèse et de la société civile grâce à la découverte inattendue en 1989 des restes de son premier baptistère datant du IVe siècle. Dans un urbanisme extrêmement dense, elle possède la particularité d'avoir des immeubles d'habitation accolés à sa structure ainsi qu'une autre église avec laquelle elle communique.
La cathédrale a été classée sur la liste des monuments historiques en 1862. Puis, par arrêté du 12 juin 2013, cette protection est étendue par une inscription concernant les abords de la cathédrale : les parties restantes du cloître et sa cour, le jardin de la cathédrale et de l'ancien évêché, les vestiges archéologiques.

## Histoire
L’emplacement actuel de la cathédrale se trouvait à l’époque romaine près du rempart qui entourait la ville (Cularo), près de la porte viennoise ou Herculea, dédiée à l’empereur Maximien. Des lieux de culte existaient déjà en ce lieu. La cathédrale fait partie au Moyen Âge d’un vaste ensemble de bâtiments très fortement remaniés au cours des siècles suivants, qui comprenait l’évêché, une église dédiée à saint Hugues, la cathédrale elle-même, les maisons du chapitre, un cloître. La cathédrale n’apparaît donc, extérieurement, de la place Notre-Dame, que par son clocher-porche massif, de plan carré, qui a la particularité d’être construit en brique sur un soubassement en pierre gris clair provenant de la carrière de la Porte de France utilisée jusqu'au XIXe siècle.
L’église Saint-Hugues se trouve à gauche de la cathédrale. Elle est dédiée à saint Hugues, évêque de Grenoble alors Gratianopolis, qui y rencontra saint Bruno, créateur de l'ordre des Chartreux, scène illustrée par le vitrail central du chœur. D’époque pré-romane, elle était primitivement dédiée à saint Vincent et fut édifiée contre le rempart romain. Elle fut reconstruite au XIIIe siècle.
Entre-temps, on avait construit ou reconstruit à côté la cathédrale actuelle, à partir des Xe et XIe siècles, suivant un système d'église double dont les exemples ne sont pas rares depuis le Ve siècle. Si l’église Saint-Hugues a une nef unique, la cathédrale possède des bas-côtés, celui du nord (à gauche) étant plus large que son pendant au sud, lequel est doublé d'un autre bas-côté, dans des styles architecturaux qui témoignent des remaniements successifs : le bas-côté extérieur sud a été construit au XVe siècle aux dépens d’une aile du cloître qui jouxtait la cathédrale, et qui avait servi de nécropole, notamment pour les dauphins Guigues IV (mort en 1142) et Guigues V (mort en 1162). 
Les piles carrées de la nef remontent au XIIe siècle. Reliées par des arcades en brique, surélevées au XIXe siècle, elles sont surmontées de grandes baies du XVIIe siècle. La chaire en bois sculpté, du XVIIIe siècle, classée, présente un panneau central avec une scène de la Visitation et, à la base, les symboles des Évangélistes.
Les chapelles donnant sur le bas-côté nord, ainsi que le bas-côté extérieur sud, sont surmontés d'une large galerie, avec balustrades du XVIIIe siècle. Une voûte croisée d’arêtes en brique recouvre l’ensemble de la nef. L’abside fut reconstruite au XIIIe siècle, sans doute à l'époque des évêques Falcon et Guillaume II de Sassenage. Deux chapelles dissymétriques flanquent l'abside de chaque côté.
En décembre 1899, la cathédrale voit passer devant elle les premiers tramways de la ligne Grenoble - Chapareillan qui cessera son activité en 1947. Quarante deux ans plus tard, en 1989-1990, les travaux d'une nouvelle génération de tramway, l'actuelle ligne B de tramway, révèlent la présence d’un baptistère à quatre absides symétriques devant la cathédrale et remontant à la fin du IVe siècle mais abandonné vers la fin du Xe siècle. Ce baptistère a été préservé et intégré dans la crypte archéologique du musée de l'Ancien Évêché.

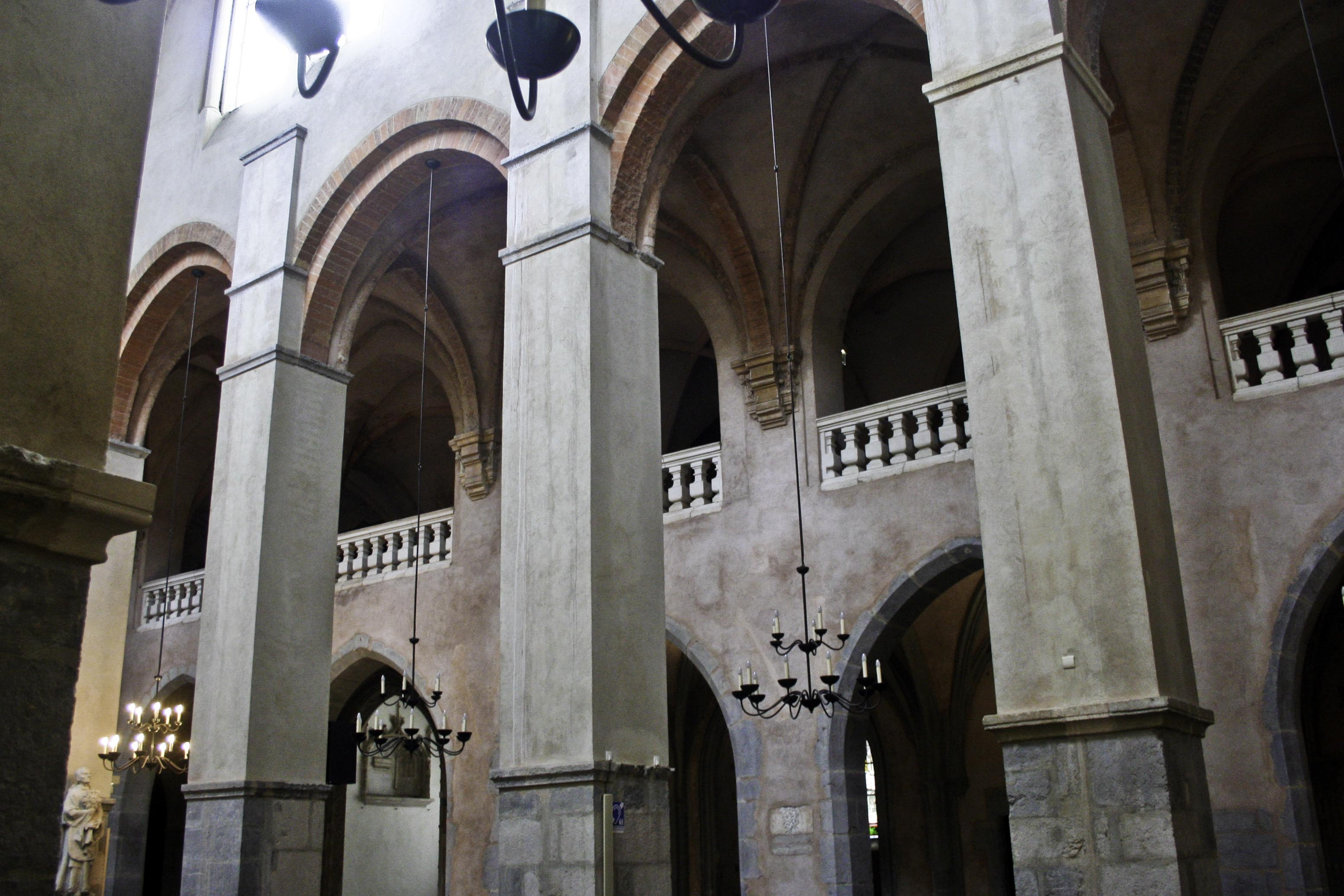
Les bas-côtés sud, depuis la nef.
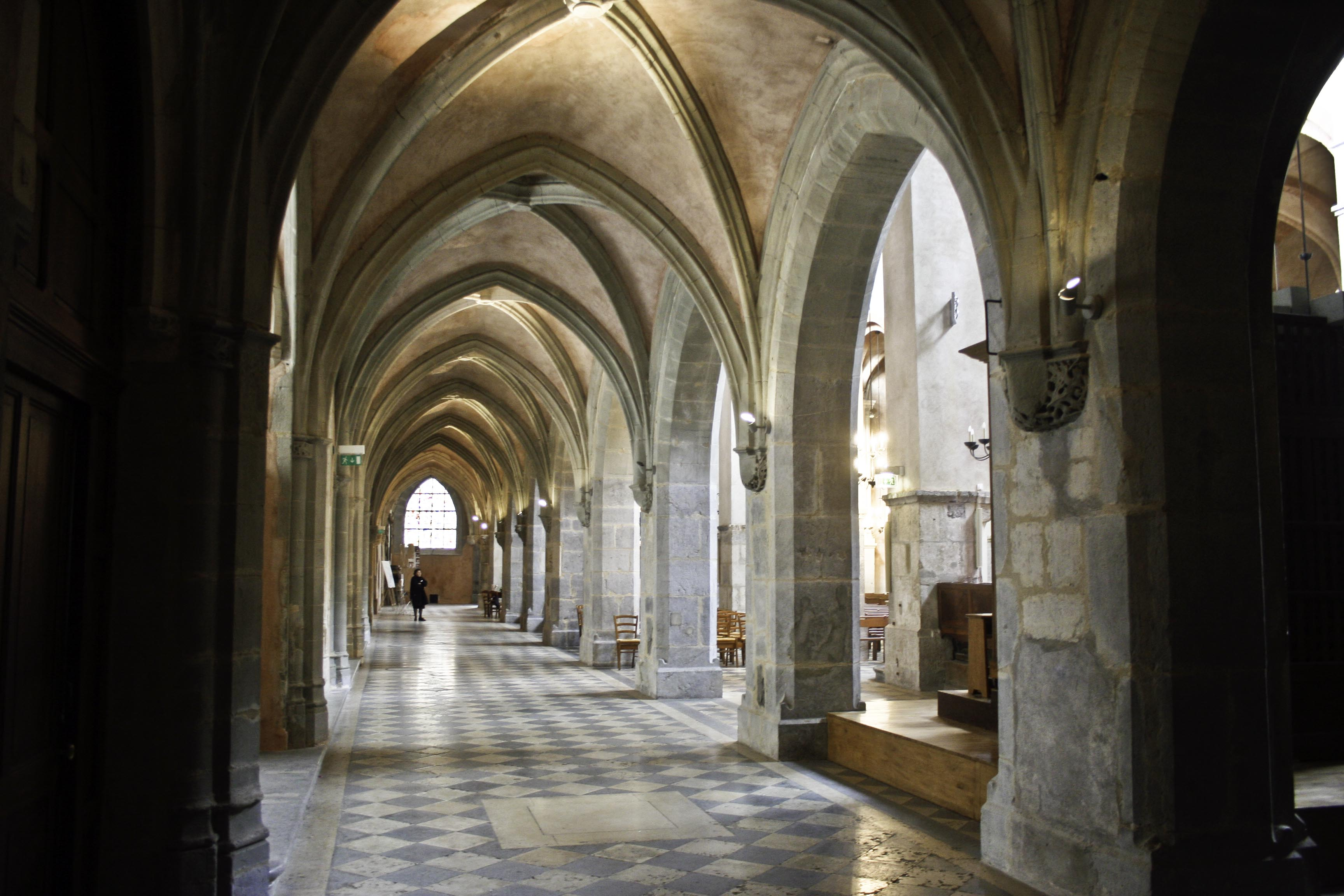
Le bas-côté extérieur sud, ancienne aile du cloître.

Au XIXe siècle, la cathédrale a abrité le reliquaire de la Sainte Épine de Grenoble avant qu'il ne soit installé au musée de l'Ancien Évêché. Le 4 juillet 2012, des reliques du Bienheureux Jean-Paul II sont accueillies dans la cathédrale. Ce jour-là, de nombreuses messes, veillées et témoignages sont organisés. Le 20 avril 2011, la cathédrale est le lieu des funérailles de l'évêque Louis Dufaux, évêque de Grenoble de 1988 à 2006.

## Architecture

### Le chœur
Dans le chœur, du côté droit, on admire le ciborium qui fut commandé en 1455 par l'évêque Siboud Alleman. De style gothique flamboyant, en pierre de Voreppe, haut de 14 mètres, cet ouvrage se présente comme une sorte de façade très ouvragée, terminée par un clocher à arcs-boutants, orné de crochets. L'armoire à ciboire elle-même est au premier étage de cette construction, encadré par des niches vides dont les statues furent détruites en 1562 par les calvinistes du baron des Adrets lors des guerres de Religion. La partie droite habille une porte en simulant une façade avec baie en arc brisé, surmontée d'un gâble et d'arcatures décoratives.
Du côté gauche, le tombeau des évêques construit en 1407 par Aymon Ier de Chissé. Au centre, l'autel contemporain a été installé en 2008, ainsi que la cathèdre, siège de l'évêque, qui porte depuis le 22 octobre 2022 les armoiries de Jean-Marc Eychenne.
Le fond du chœur est orné de panneaux de bois sculpté et doré, représentant des scènes de la vie du Christ (XVIIIe siècle). Le maître-autel présente un double tabernacle sous un baldaquin : le tabernacle supérieur (XVIe siècle) provient du monastère de la Grande Chartreuse, à qui il avait été donné par la Chartreuse de Pavie.
À l'extérieur, le chevet de la cathédrale encastré dans les remparts a été rénové de 2008 à 2011, permettant aux anciens jardins du palais de l'évêque aménagés en 1775 d'être totalement rénovés. Cette rénovation qui a englobé une campagne de fouilles archéologiques, permet de mieux contempler au-dessus du chœur un ancien chemin de ronde fortifié établi en 1374 par l'évêque Rodolphe de Chissé, époque où les Grandes compagnies menaçaient la ville. Porté par des arcs et des contreforts afin de ne pas obstruer les vitraux, il possède de petites baies alternées par la présence de meurtrières. Avec le recul nécessaire, les jardins permettent également de voir la chapelle de la Vierge et la sacristie de l'église Saint-Hugues.

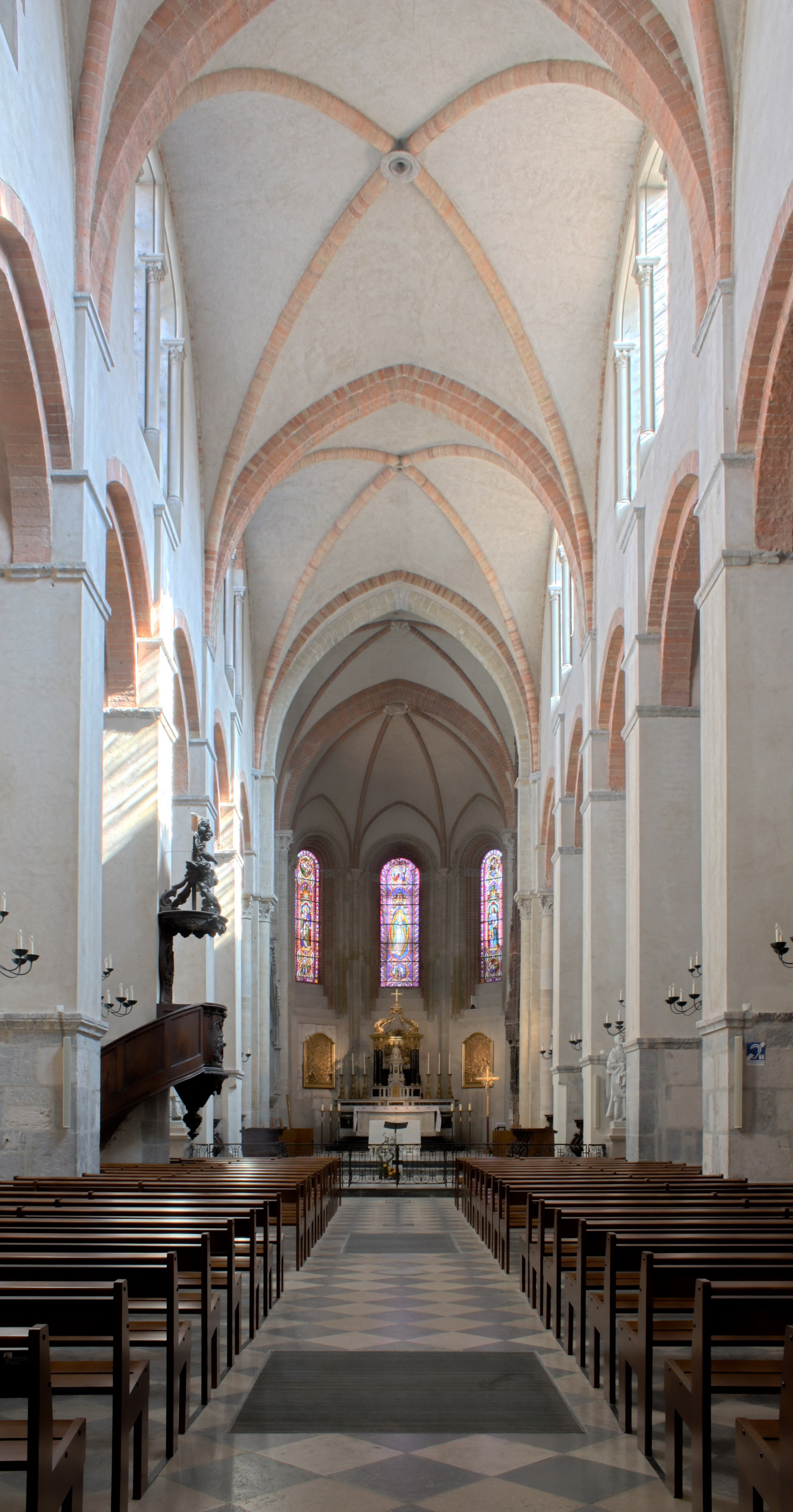
La nef centrale.
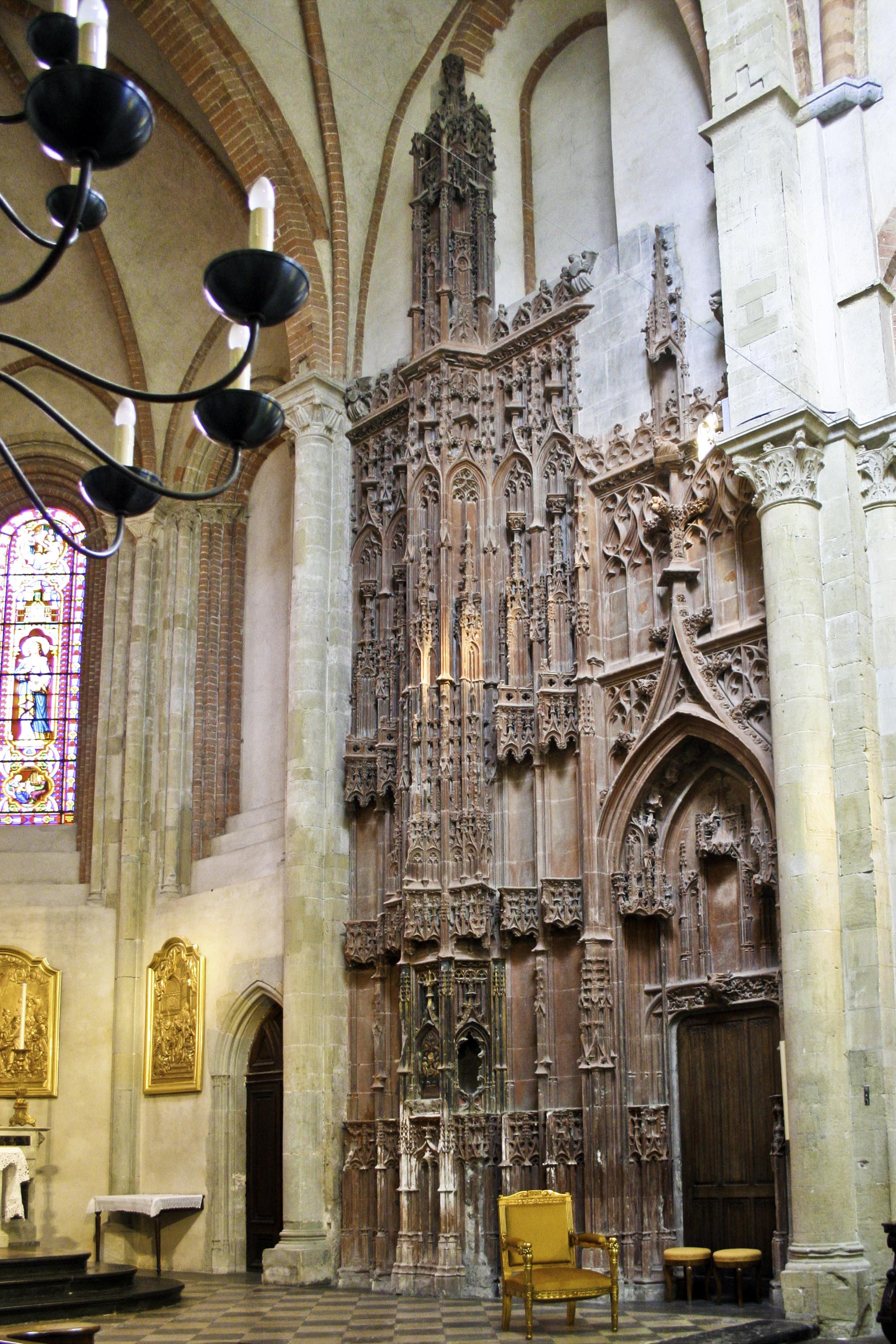
Le ciborium (XVe siècle).

### La nef
Jacques Ginoulhiac (1853-1870) fait supprimer les tribunes entre 1861 et 1864 sur proposition de l'architecte Alfred Berruyer, entraînant de profonds remaniements notamment sur les chapelles. Une chaire en bois sculpté du XVIIIe siècle est installée à gauche dans la nef.

### Les chapelles

#### Côté nord

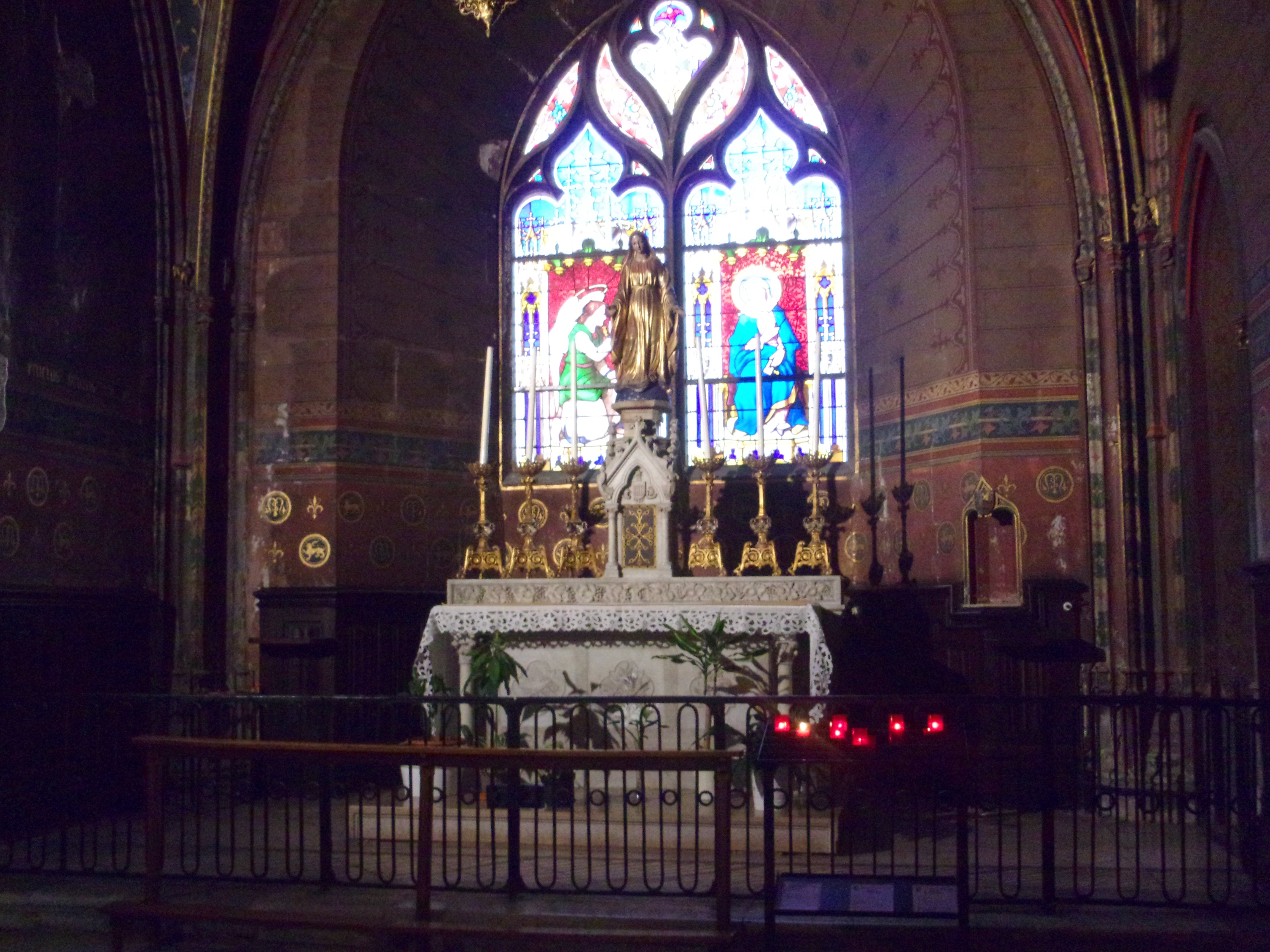
La chapelle de la Vierge est à gauche du chœur.

Des chapelles latérales s'ouvrent sur les bas-côtés. À l'extrémité du bas-côté nord, on trouve une chapelle d'abside, consacrée à la Vierge : selon la tradition, c'est à cet endroit que l'évêque saint Hugues accueillit saint Bruno en 1084. Puis, en descendant vers l'entrée, les chapelles latérales, peu profondes. La première est actuellement dédiée à Notre-Dame de la Salette. Sur la gauche, on voit un « pilier saxon » massif, sans doute vestige d'un édifice antérieur. Puis la chapelle Sainte-Anne, et la chapelle Sainte-Philomène, anciennement dédiée à Jeanne d'Arc. Une plaque rappelle le passage du père Lacordaire en 1844. La chapelle suivante est le passage qui mène à l'église Saint-Hugues. Suivent la chapelle Notre-Dame du Sacré-Cœur, et l'ancienne chapelle Saint-Georges où se trouve une porte d'accès à l'atrium de Saint-Hugues. À gauche du porche se trouve encore une chapelle, qui est dite chapelle des Alleman, car elle fut édifiée par cette famille importante dont plusieurs membres, Siboud Alleman (1450-1476), Laurent Ier Alleman (1476-1482 et 1484-1518), et Laurent II Alleman (1518-1561), furent évêques. Elle présente une belle voûte à liernes et tiercerons.

#### Côté sud

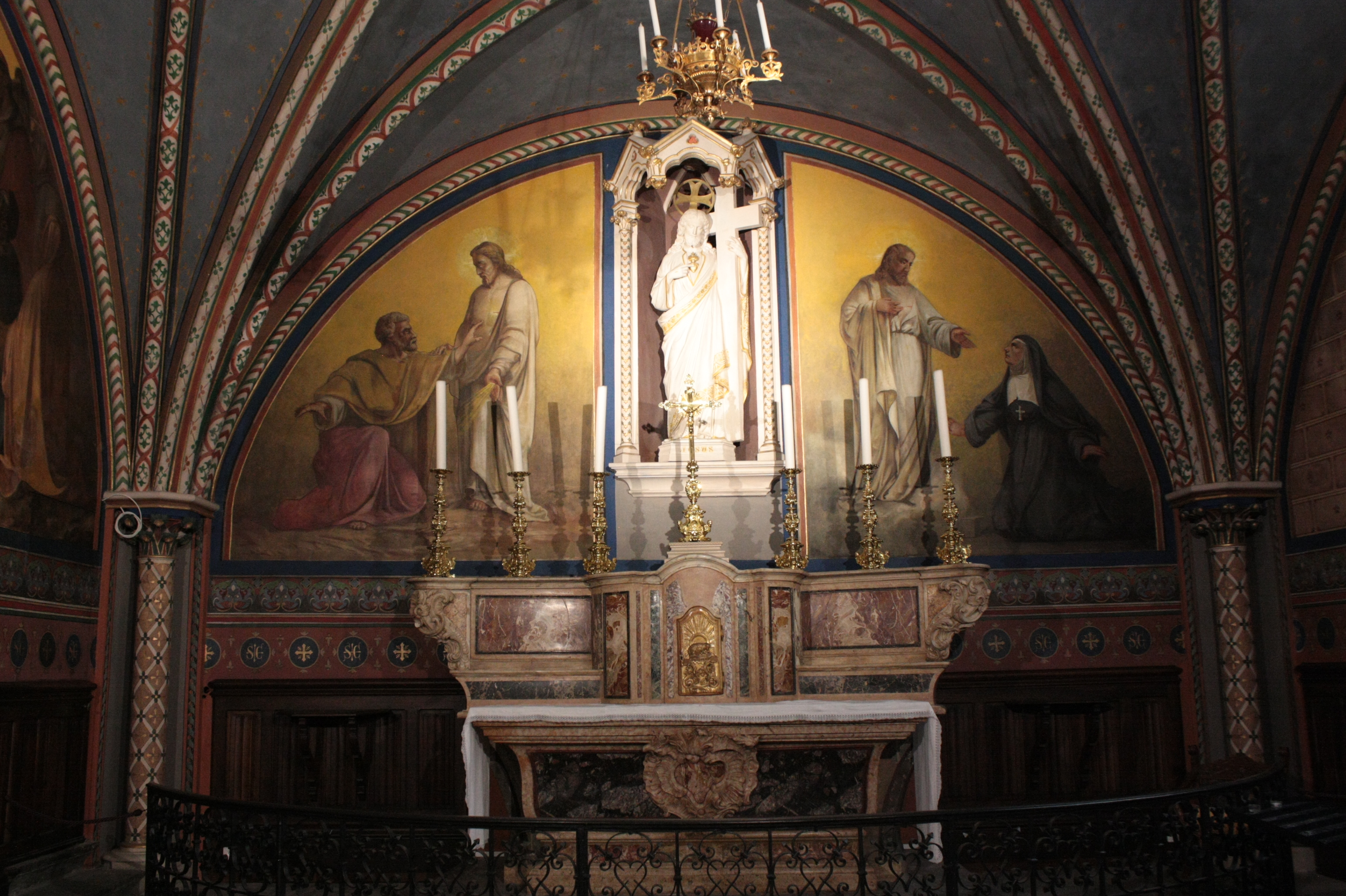
La chapelle du Sacré-Cœur est à droite du chœur.

Du côté sud, en remontant le bas-côté vers l'abside, on longe d'abord un mur rythmé par des pilastres et des chapiteaux sculptés en molasse très érodée, d'époque Renaissance. Puis une série de chapelles, qui formaient autrefois une aile du cloître : cette aile fut incorporée à la cathédrale à l'époque de Laurent Ier Alleman. La première chapelle est consacrée à Saint Louis. Un vitrail représente le cardinal Le Camus, évêque majeur de Grenoble au XVIIe siècle. Puis la chapelle Saint-Victor, ancienne chapelle Saint-Sébastien, présente une arcade d'entrée sculptée de pampres et de raisins, et une belle voûte en étoile avec liernes et tiercerons.
La chapelle consacrée à Notre-Dame de Lourdes, ancienne chapelle de l'Adoration des mages, offre aussi un encadrement sculpté représentant une guirlande de feuilles de chardons. On y voit une clé de voûte représentant le Couronnement de la Vierge par la Sainte Trinité. Suit la chapelle de Saint Vincent de Paul, ancienne chapelle de la Nativité. L'ancienne chapelle des Griffon, ou de Sainte-Anne, donne accès au cloître.
Enfin, la chapelle au fond du bas-côté, à droite du chœur, est la chapelle du Sacré-Cœur. Chapelle la plus monumentale par ses dimensions, elle est décorée de fresques et une plaque devant son entrée rappelle qu'elle est l'accomplissement d'un vœu de vrais adorateurs du cœur de Jésus en mémoire de la délivrance de la ville des troupes austro-sardes en décembre 1815. Son autel est celui utilisé par Jean-Marie Vianney, le Curé d'Ars, pour ses trois premières messes après son ordination en août 1815.  Démolie en 1862 à l'époque de la restauration intérieure de la cathédrale, la chapelle a été réédifiée en exécution d'un autre vœu de l'évêque Justin Paulinier lors du siège de Paris pendant la guerre franco-allemande de 1870. Elle est décorée à cette occasion de trois fresques de l'abbé Laurent Guétal réalisées en 1874 et 1875 : Le Christ appelant et consolant toutes les misères du monde, Le Christ présentant ses plaies à Saint Thomas, Le Christ apparaissant à Sainte Marguerite-Marie Alacoque.

### Le clocher-porche
Édifié au XIIIe siècle, sur le soubassement en pierre calcaire, probablement après un incendie qui obligea aussi à reconstruire les voûtes, on opta alors pour la brique. Le clocher, de plan carré, haut de 17 m sur 12 m de large, présente trois étages dans lesquels s’ouvrent des baies en plein cintre, de nombre croissant et de taille décroissante : deux baies au premier étage, trois au second, quatre au troisième. Une porte en plein cintre donnait accès à un vestibule, qui s'ouvre ensuite dans l’axe de la nef. Aujourd’hui on entre dans la cathédrale par une deuxième porte ogivale, à droite de la première lorsqu'on regarde depuis la rue, qui donne accès au bas-côté droit. C'est à cette entrée que les visiteurs découvrent une plaque rédigée en latin où il est rappelé que sous cette porte repose Jean Cappanis, prêtre d'une famille renommée qui donna un calice en argent marqué du signe de la croix et de ses armes avant de s'éteindre le 15 juillet 1543 à l'âge de 76 ans et neuf mois.
En 1883, durant l'épiscopat d'Amand-Joseph Fava, l’architecte diocésain Alfred Berruyer plaqua une fausse façade en ciment moulé, matériau alors très en vogue à Grenoble, et ce malgré le classement aux monuments historiques de 1862. Cette façade en pseudo-style roman était réclamée par les évêques successifs, désireux de « faire ressortir la cathédrale au milieu des immeubles qui l'avoisinent », et était supposée assurer une liaison entre les bâtiments de part et d’autre, tout en lui donnant une « visibilité » qu’elle n’avait pas auparavant.

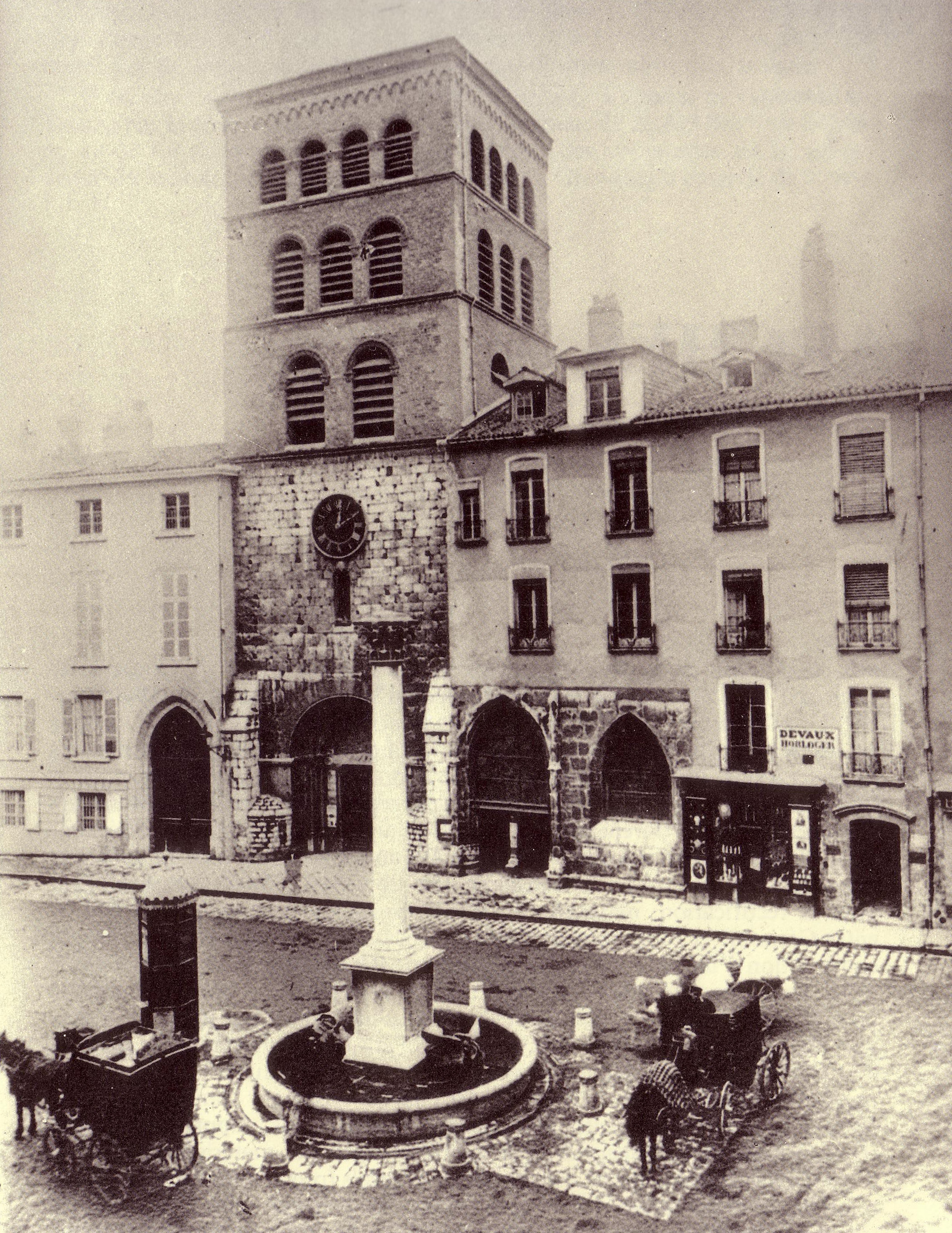
La cathédrale en 1880 avant la construction de la façade en ciment moulé.
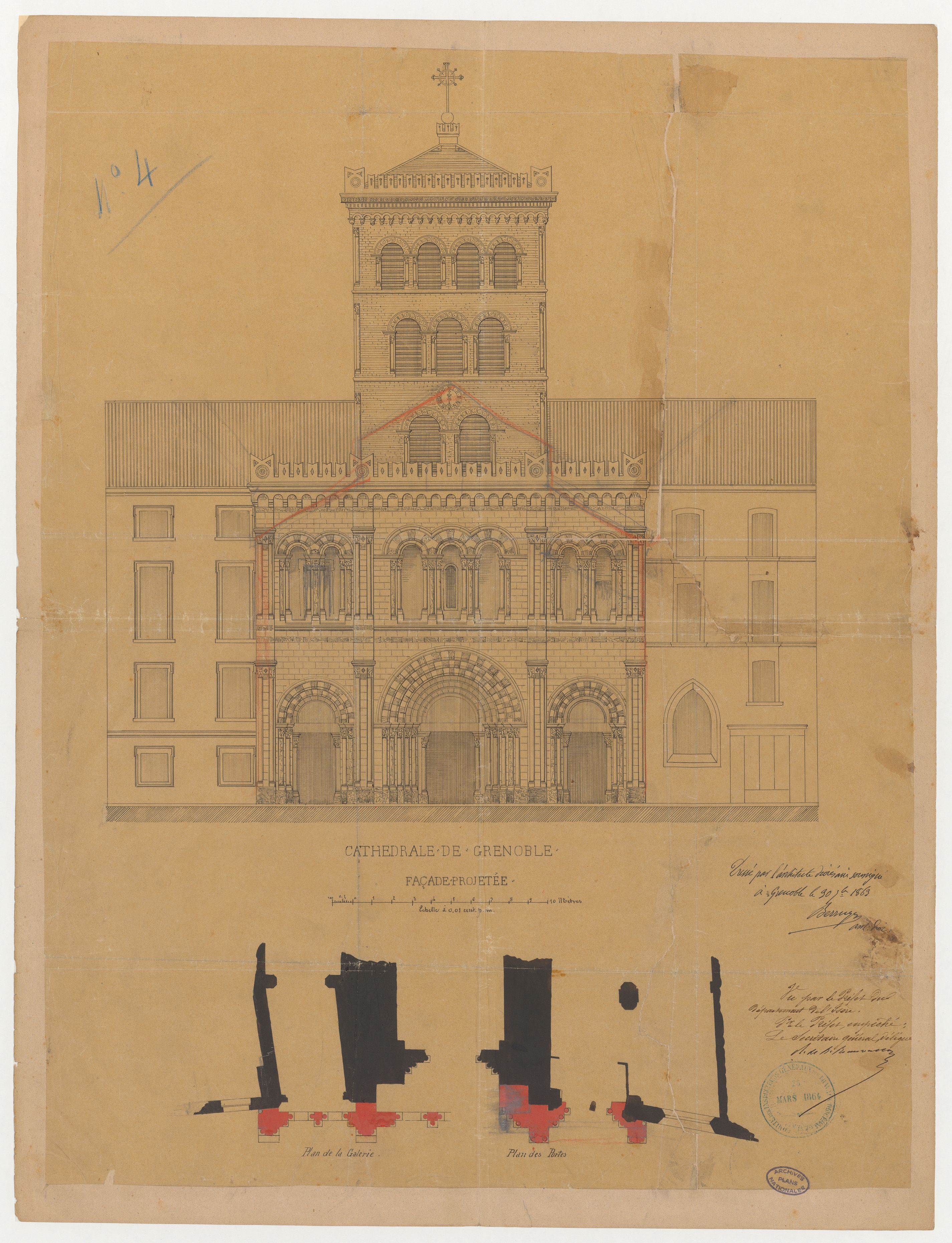
Projet d'Alfred Berruyer : façade (1863) (Archives nationales).
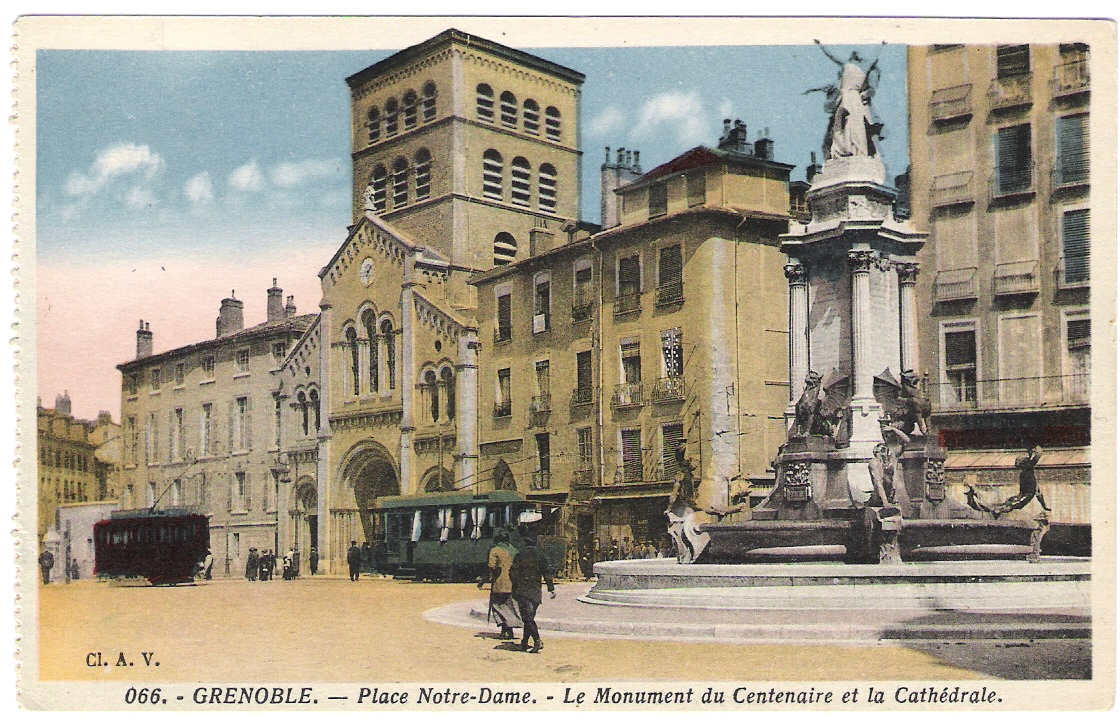
La cathédrale vers 1899.

En 1899, l'environnement immédiat de la cathédrale change avec la construction de la ligne de tramway reliant Grenoble à Crolles, dont la mise en service se fait au mois de décembre. Près d'un siècle plus tard, en 1990, à l'occasion de la rénovation de la place Notre-Dame accompagnant la construction de la ligne B du tramway de Grenoble, cette fausse façade a été supprimée pour revenir à l'état du bâtiment en 1810. Cependant, certains considèrent que cette démolition a privé la région grenobloise de l'une de ses constructions en ciment moulé les plus emblématiques du XIXe siècle et que l'intervention de Berruyer se justifiait.

### Les vitraux
Le vitrail le plus connu de l'ensemble église-cathédrale est celui du chœur de l'église Saint-Hugues dessiné par Alexandre Debelle à la fin du XIXe siècle et dans lequel, l'évêque Hugues de Grenoble reçoit en 1084, Bruno le Chartreux, fondateur de l'ordre des Chartreux. Au-dessus, les sept étoiles représentent le songe de Saint-Hugues fait peu avant cette rencontre, lui indiquant où guider Bruno et ses six compagnons afin de fonder le monastère de la Grande Chartreuse.

### L'église Saint-Hugues

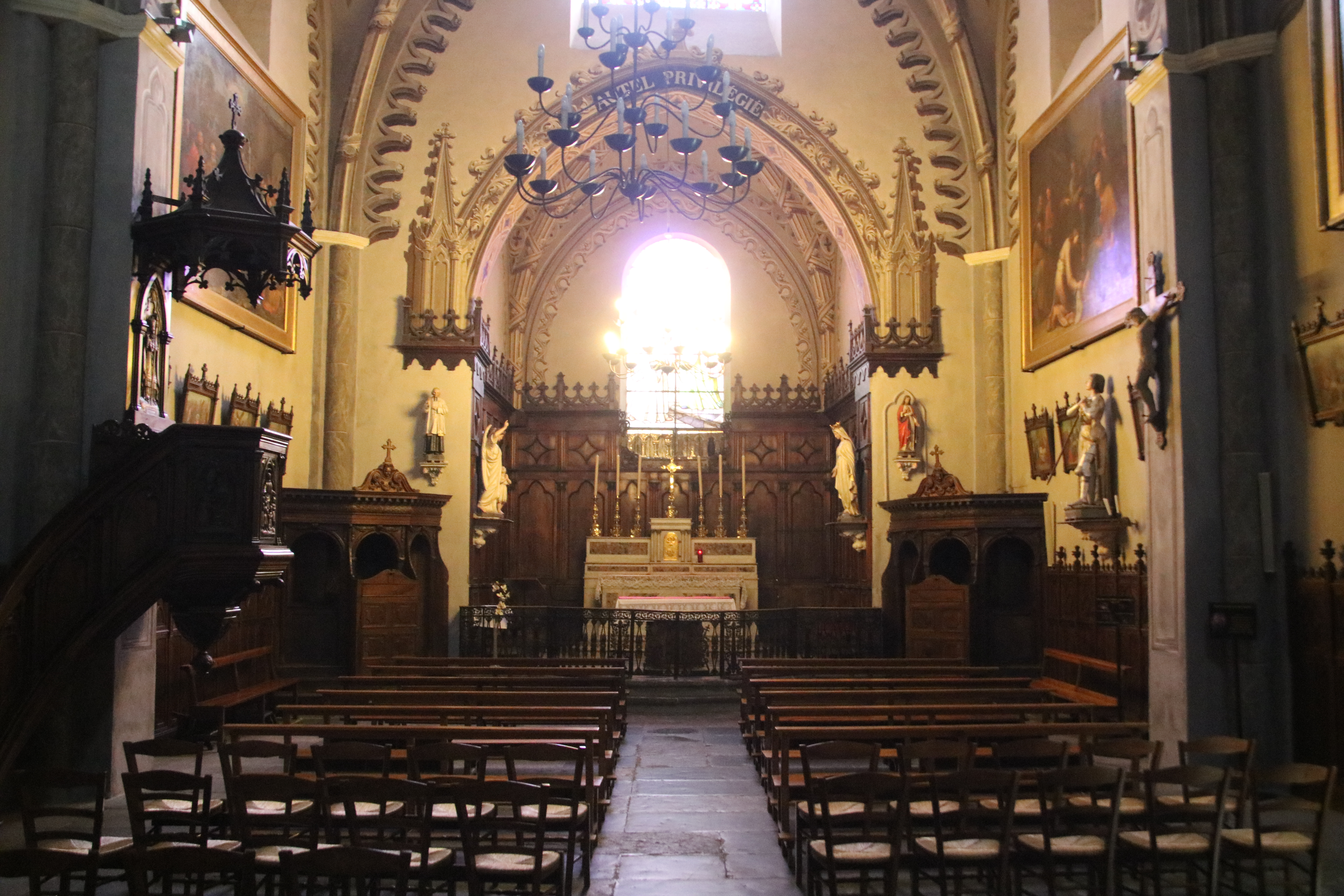
Intérieur de l'église Saint-Hugues.

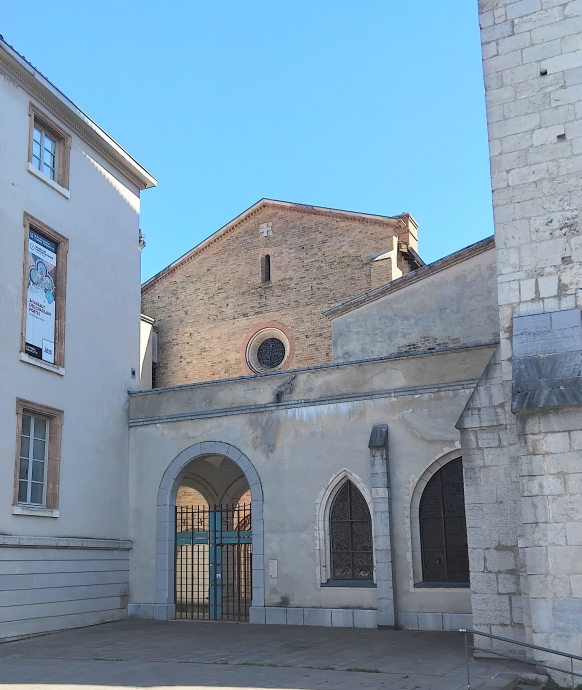
Église Saint-Hugues, Grenoble

Dépourvue de transept, la cathédrale possède la particularité d'avoir une autre église accolée contre elle et à laquelle on peut accéder par un atrium depuis la place, mais aussi par un passage depuis l'intérieur de la cathédrale. Construite au début du XIIIe siècle, l'église paroissiale Saint-Hugues possède une nef unique composée de trois travées voûtées d'arêtes. On y remarque un vitrail du XIXe siècle représentant saint Hugues et saint Bruno et, au-dessus, un second vitrail qui représente saint Vincent, ancien patron de cette église. 
Au fond de la nef, se trouvent des fonts baptismaux en marbre blanc que fit réaliser Philibert de Bruillard (1826-1853), en remplacement de ceux où furent baptisés les Grenoblois célèbres Antoine Barnave et Stendhal, entre autres. En 1790, Stendhal assiste dans cette église au service funèbre de sa mère et racontera cette épreuve 45 ans plus tard dans la Vie de Henry Brulard en ces termes « J'étouffais, on fut obligé, je crois, de m'emmener parce que ma douleur faisait trop de bruit ».
La permanence jusqu'à nos jours d'un tel système d'église double (cathédrale et église paroissiale accolées), assez fréquent dans les premiers siècles chrétiens, est extrêmement rare. Entre décembre 2014 et avril 2016, les décors de l'église font l'objet d'une importante rénovation portant sur les statues, la balustrade de la tribune, les boiseries du chœur et de la nef et les deux confessionnaux. Par ailleurs, les embrasures de quatre fenêtres aveugles sont rouvertes et décorées d’un vitrail en trompe-l'œil. Au sommet de la voûte, les parties vitrées des trois croisées d’ogive sont sécurisées et équipées d’un éclairage.

### Le cloître des chanoines

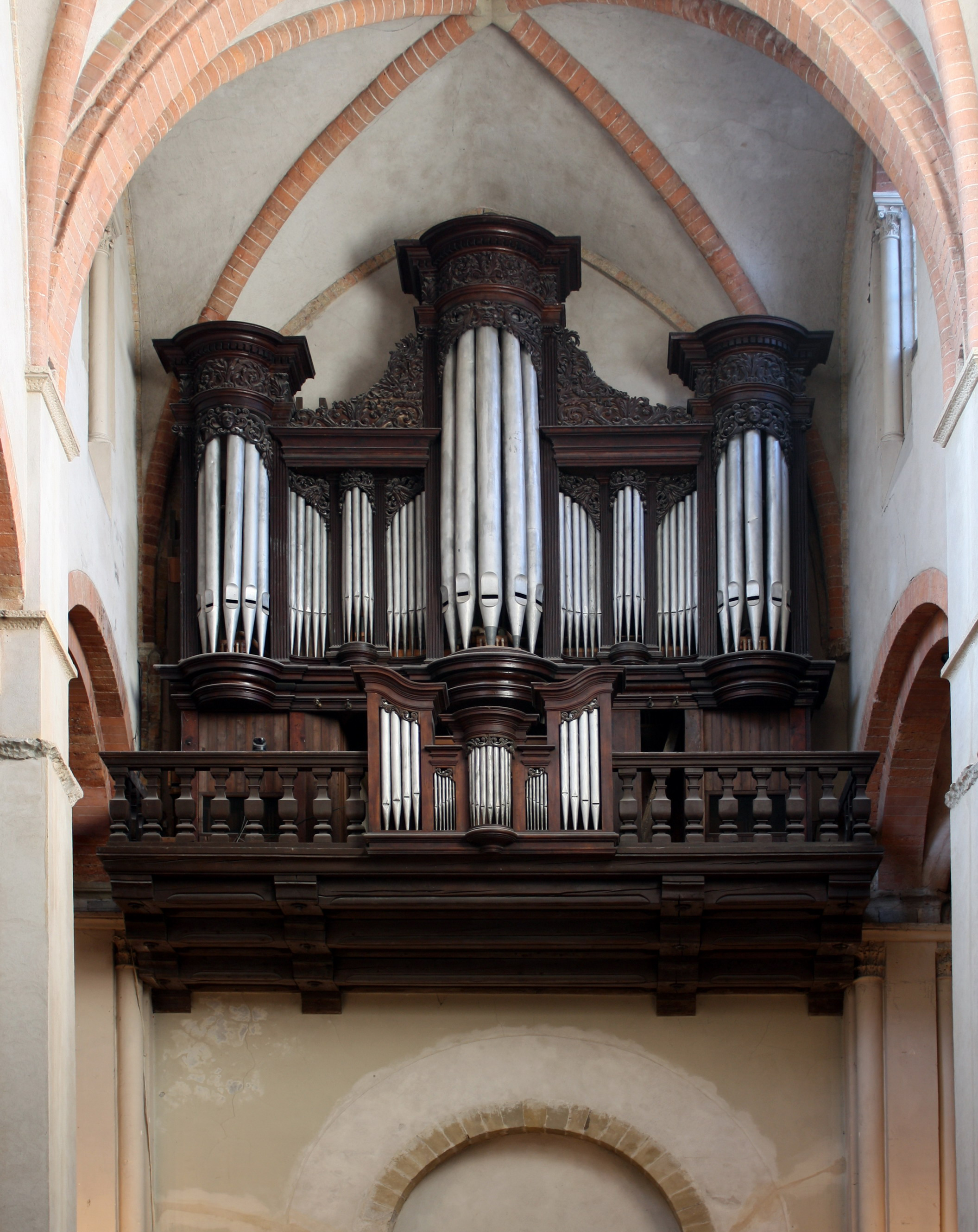
Grand orgue de la cathédrale.

Sans doute édifié à l'époque de l'évêque Hugues II, puis remanié au XIIIe siècle, il n'en subsiste qu'une aile, actuellement fermée au public. Cette aile, acquise par le diocèse de Grenoble en 2010, a été restaurée et inaugurée en 2014.

### Les orgues
Le grand orgue de la cathédrale, dont le buffet classé en 1992 date du XVIIe siècle, est aujourd'hui muet depuis les travaux de restauration dans les années 1990. L'association des amis des orgues de la cathédrale a été créée en 2018 pour œuvrer à sa renaissance.
En remplacement du grand orgue, l’ancien orgue de l’église Saint-Laurent a été installé en 2005 comme orgue de chœur.

### Les œuvres d'art
La cathédrale abrite plusieurs tableaux de grands formats du XVIIIe siècle réalisés par Jean André: La Guérison de l'aveugle , L'Entrée du Christ à Jérusalem , Les Noces de Cana , Le Repas chez Simon.
Une statue du saint Pierre-Julien Eymard, fondateur de la Congrégation du Très-Saint-Sacrement en 1856 est présente près du chœur.

## L’évêché

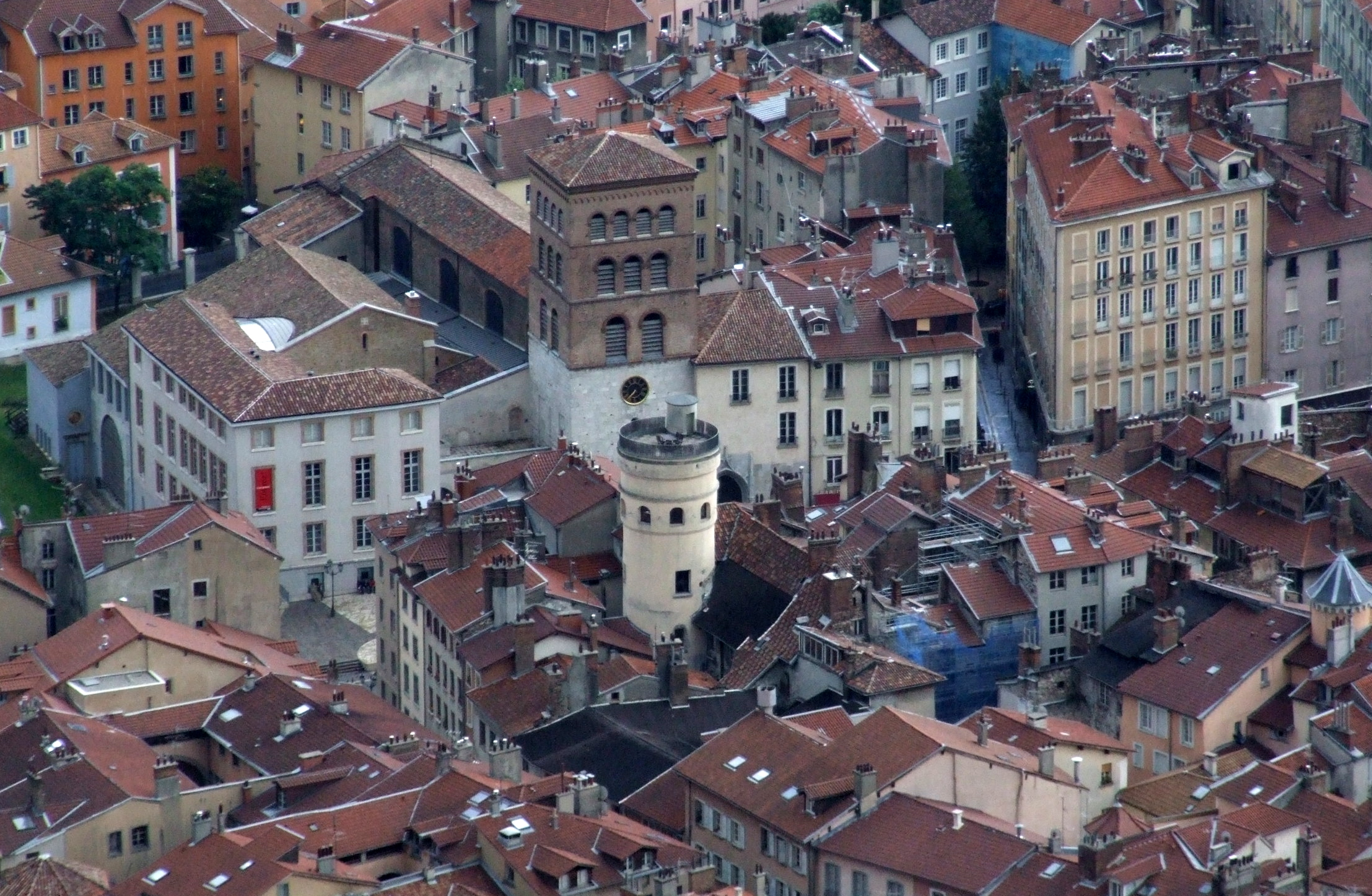
La cathédrale cernée de bâtiments.

Le bâtiment de l'ancien évêché, bordé par son jardin fut construit en 1680 par le cardinal Le Camus, évêque de Grenoble, succédant à un édifice du XIIIe siècle. Désaffecté, il devint un musée des Instituts de Géologie et de Géographie alpines. Ravagé par un incendie, l’ensemble du bâtiment a été restauré pour abriter le musée de l'Ancien Évêché ouvert en 1998, présentant les découvertes archéologiques du site et en particulier le baptistère, ainsi que de nombreux témoignages sur l’histoire de Grenoble et de sa région depuis la Préhistoire. La visite du musée permet de découvrir le bâtiment, ses parties subsistant du XIIIe siècle, la chapelle de l'évêque et son ornementation Restauration, etc.
L'évêché actuel se trouve 12 place de Lavalette (juste en face du musée de Grenoble), il s'agit de la « Maison diocésaine » du diocèse de Grenoble-Vienne.

## Le chapitre cathédral
Comme dans la plupart des cathédrales se trouvait autrefois un chapitre de chanoines. Mentionné pour la première fois vers 1040, le chapitre comprenait 18 chanoines ayant à leur tête un doyen. Ses armoiries étaient D’argent à une Notre-Dame d’azur, sous un chef de gueules. L'un d'entre eux, le chanoine André Menilgrand est un représentant du clergé lors de la réunion des états généraux du Dauphiné à Vizille en juillet 1788. 
Dispersé à la Révolution, le chapitre fut reconstitué en 1803 par Claude Simon, mais il ne comprenait alors plus que huit chanoines, doyen compris. Le chanoine Joseph Rousselot (1785-1865), doyen du chapitre de 1855 à 1865, fut chargé de l'enquête qui conclut à l'authenticité de l'apparition de La Salette. Le dernier doyen en date fut le chanoine Joannès Praz (1906-2004), membre de l'Académie Delphinale, doyen de 1978 à sa mort. Le dernier chanoine, Louis Pelloux, étant décédé en 2005, le chapitre est actuellement éteint.

## Représentation
Le peintre François Joseph Girot représente la cathédrale et la place sur l'un de ses tableaux vers la fin XIXe siècle. Le peintre Jacques Truphémus qui habite sur la place Notre-Dame exécute son premier tableau en 1937 en représentant la cathédrale Notre-Dame.

## Personnalités liées à la cathédrale de Grenoble
- les dauphins Guigues IV et Guigues V  qui furent inhumés dans le cloître.
- le chevalier Bayard dont les obsèques furent célébrées en 1524.
- Stendhal (1783-1842), qui fut baptisé à l'église Saint-Hugues.
- L'abbé Jean Gerin (1797-1863), le curé d'Ars du Dauphiné dont le procès en béatification a été ouvert en 2023.
- L'Abbé Pierre (Henri Grouès), vicaire à la cathédrale en 1942.